# 卢卡斯-卡纳德方法
在计算机视觉中，卢卡斯-卡纳德方法是一种广泛使用的光流估计的差分方法，这个方法是由Bruce D. Lucas和Takeo Kanade发明的。它假设光流在像素点的邻域是一个常数，然后使用最小平方法对邻域中的所有像素点求解基本的光流方程。

通过结合几个邻近像素点的信息，卢卡斯-卡纳德方法(简称为L-K方法)通常能够消除光流方程里的多义性。而且，与逐点计算的方法相比，L-K方法对图像噪声不敏感。不过，由于这是一种局部方法，所以在图像的均匀区域内部，L-K方法无法提供光流信息。

## 基本原理
L-K方法假设两个相邻帧的图像内容位移很小，且位移在所研究点p的邻域内为大致为常数。所以，可以假设光流方程 在以p点为中心的窗口内对所有的像素都成立。也就是说，局部图像流（速度）向量{\displaystyle (V_{x},V_{y})}须满足：
{\displaystyle I_{x}(q_{1})V_{x}+I_{y}(q_{1})V_{y}=-I_{t}(q_{1})}
{\displaystyle I_{x}(q_{2})V_{x}+I_{y}(q_{2})V_{y}=-I_{t}(q_{2})}
{\displaystyle \vdots }
{\displaystyle I_{x}(q_{n})V_{x}+I_{y}(q_{n})V_{y}=-I_{t}(q_{n})}
其中，{\displaystyle q_{1},q_{2},\dots ,q_{n}} 是窗口中的像素，{\displaystyle I_{x}(q_{i}),I_{y}(q_{i}),I_{t}(q_{i})}是图像在点{\displaystyle q_{i}}和当前时间对位置x，y和时间t的偏导。
这些等式可以写成矩阵的形式{\displaystyle Av=b}，此处
{\displaystyle A={\begin{bmatrix}I_{x}(q_{1})&I_{y}(q_{1})\\[10pt]I_{x}(q_{2})&I_{y}(q_{2})\\[10pt]\vdots &\vdots \\[10pt]I_{x}(q_{n})&I_{y}(q_{n})\end{bmatrix}},\quad \quad v={\begin{bmatrix}V_{x}\\[10pt]V_{y}\end{bmatrix}},\quad {\mbox{and}}\quad b={\begin{bmatrix}-I_{t}(q_{1})\\[10pt]-I_{t}(q_{2})\\[10pt]\vdots \\[10pt]-I_{t}(q_{n})\end{bmatrix}}}
此方程组的等式个数多于未知数个数，所以它通常是over-determined的。L-K方法使用最小平方法获得一个近似解，即计算一个2x2的方程组：
{\displaystyle A^{T}Av=A^{T}b} 或
{\displaystyle \mathrm {v} =(A^{T}A)^{-1}A^{T}b}
其中，{\displaystyle A^{T}}是矩阵{\displaystyle A}的转置。即计算：
{\displaystyle {\begin{bmatrix}V_{x}\\[10pt]V_{y}\end{bmatrix}}={\begin{bmatrix}\sum _{i}I_{x}(q_{i})^{2}&\sum _{i}I_{x}(q_{i})I_{y}(q_{i})\\[10pt]\sum _{i}I_{y}(q_{i})I_{x}(q_{i})&\sum _{i}I_{y}(q_{i})^{2}\end{bmatrix}}^{-1}{\begin{bmatrix}-\sum _{i}I_{x}(q_{i})I_{t}(q_{i})\\[10pt]-\sum _{i}I_{y}(q_{i})I_{t}(q_{i})\end{bmatrix}}}
对i=1 到 n求和。
矩阵{\displaystyle A^{T}A}通常被称作图像在点p的 结构张量。